# Verwaltungsgemeinschaft Kötz
Die Verwaltungsgemeinschaft Kötz liegt im schwäbischen Landkreis Günzburg und wird von folgenden Gemeinden gebildet:
1. Bubesheim, 1562 Einwohner, 7,76 km²
2. Kötz, 3347 Einwohner, 20,53 km²

Sitz der Verwaltungsgemeinschaft ist Kötz. In diesem Rahmen erscheint alle zwei Wochen in beiden Gemeinden das mittlerweile in Bürgerinfo umbenannte Amtsblatt.